# Lech Koziejowski
Lech Koziejowski (Varsovia, 3 de abril de 1949) es un deportista polaco que compitió en esgrima, especialista en la modalidad de florete.
Participó en tres Juegos Olímpicos de Verano entre los años 1972 y 1980, obteniendo dos medallas, oro en Múnich 1972 y bronce en Moscú 1980. Ganó cuatro medallas en el Campeonato Mundial de Esgrima entre los años 1969 y 1974.

## Palmarés internacional
| Juegos Olímpicos   | Juegos Olímpicos    | Juegos Olímpicos  | Juegos Olímpicos    |
| Año                | Lugar               | Medalla           | Prueba              |
| ------------------ | ------------------- | ----------------- | ------------------- |
| 1972               | Múnich (RFA)        | Medalla de oro    | Florete por equipos |
| 1980               | Moscú (URSS)        | Medalla de bronce | Florete por equipos |
| Campeonato Mundial |                     |                   |                     |
| Año                | Lugar               | Medalla           | Prueba              |
| 1969               | La Habana (Cuba)    | Medalla de plata  | Florete por equipos |
| 1971               | Viena (Austria)     | Medalla de plata  | Florete por equipos |
| 1973               | Gotemburgo (Suecia) | Medalla de bronce | Florete por equipos |
| 1974               | Grenoble (Francia)  | Medalla de plata  | Florete por equipos |